# Melittia notabilis
Melittia notabilis is een vlinder uit de familie wespvlinders (Sesiidae), onderfamilie Sesiinae.
Melittia notabilis is voor het eerst wetenschappelijk beschreven door Swinhoe in 1890. De soort komt voor in het Oriëntaals gebied.